# Équipe de Jordanie de rugby à XV
L'équipe de Jordanie de rugby à XV rassemble les meilleurs joueurs de rugby à XV de Jordanie.